# Вассербург-ам-Инн
Ва́ссербург-ам-Инн, Ва́ссербург (нем. Wasserburg am Inn) — город в Верхней Баварии (Oberbayern) на реке Инн (отсюда название). Расположен в 55 км к востоку от Мюнхена. Входит в состав района Розенхайм.

## Исторический очерк
Город был основан в 1137 году графом Энгельбертом, когда он перенёс свою резиденцию из Лимбурга в свой замок «Вассербург» (Замок на воде). Это один из самых древних городов Баварии — отчасти старше, чем Мюнхен. За этот город, занимавший равное положение с более крупными городами, долгое время боролась баварская знать. Владение городом позволяло контролировать торговлю солью и важную торговую артерию (положение на пересечении главного сухопутного и морского торговых маршрутов — торговля с Балканами, Австрией и Италией).

## Известные уроженцы
- Иоганн Каспар Айблингер (1779 — 1867) — композитор, музыкант

## Фотографии

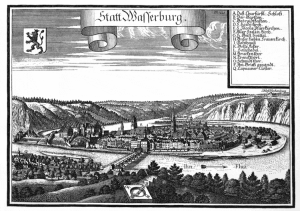
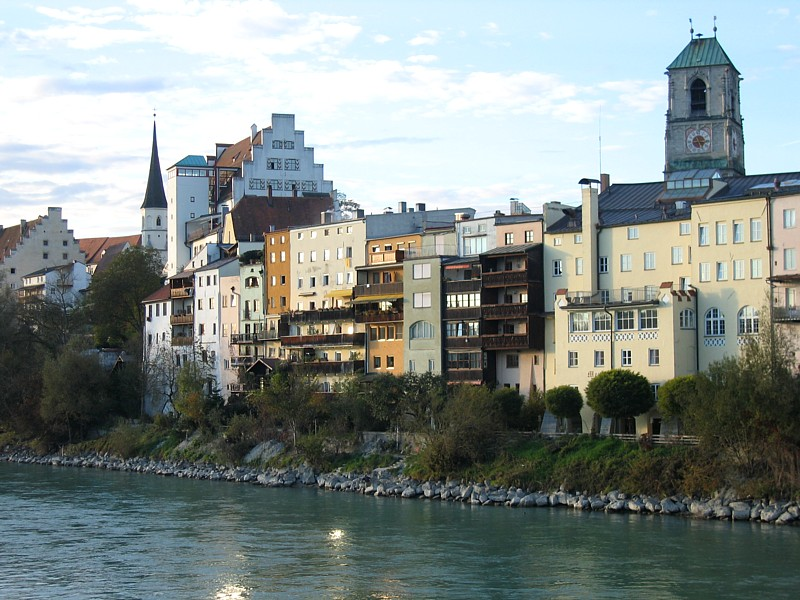
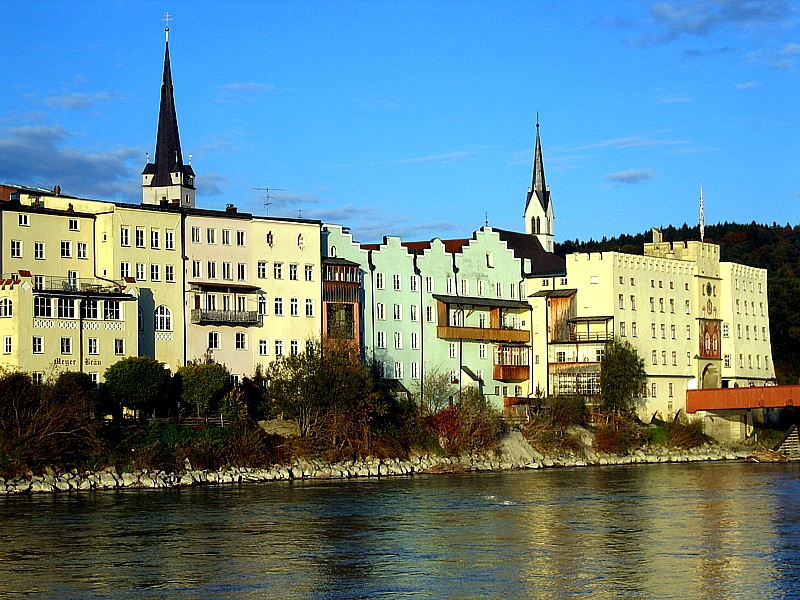
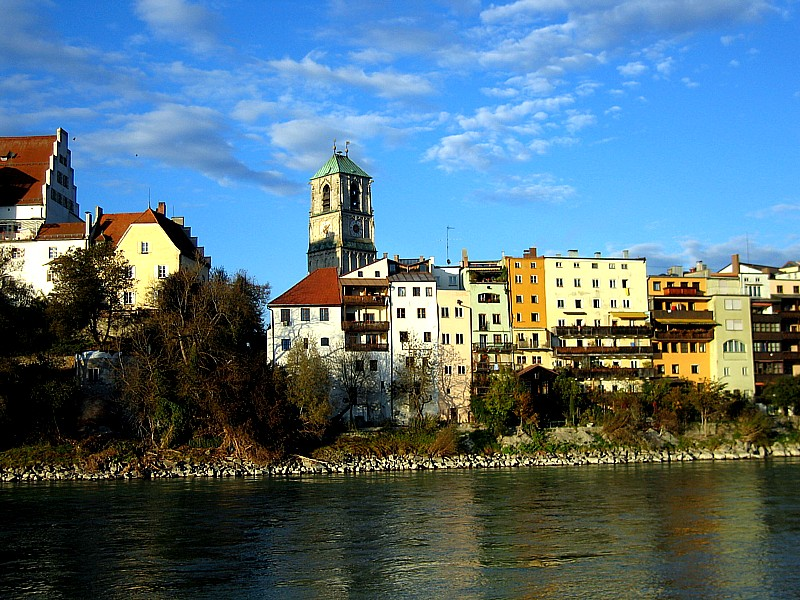
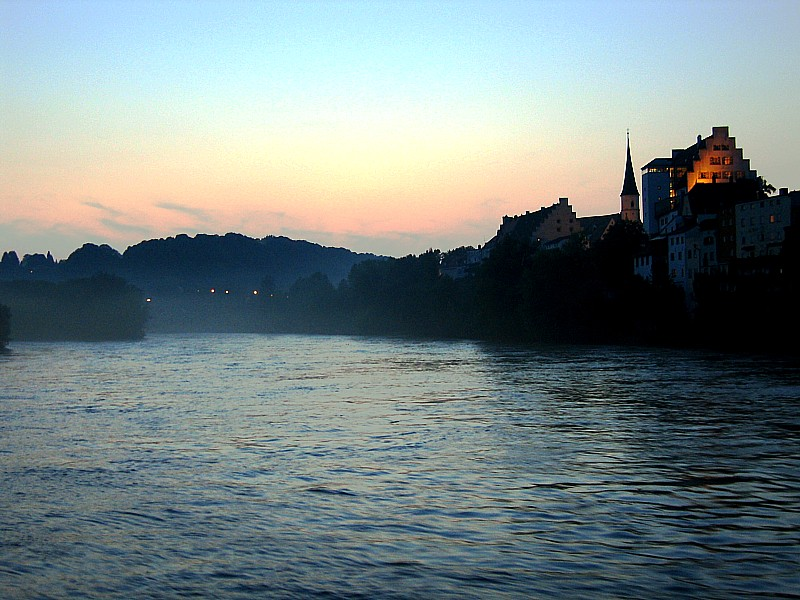
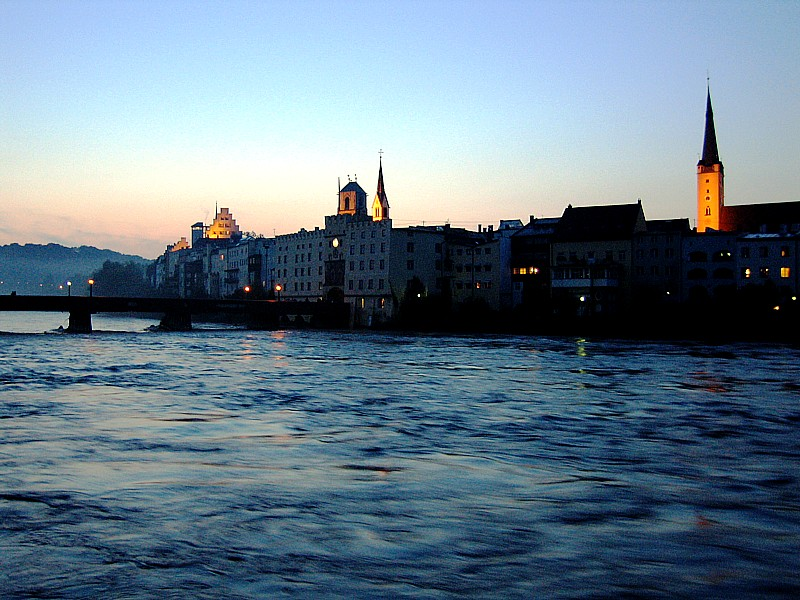
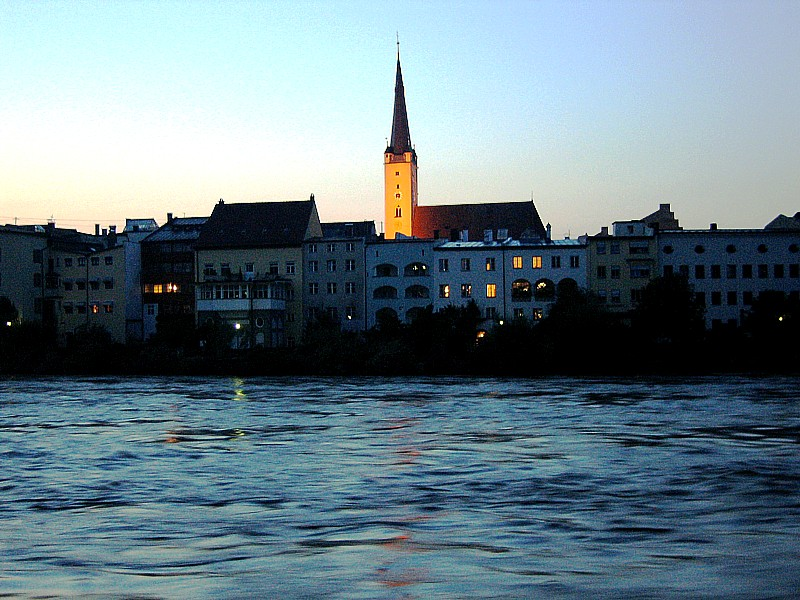
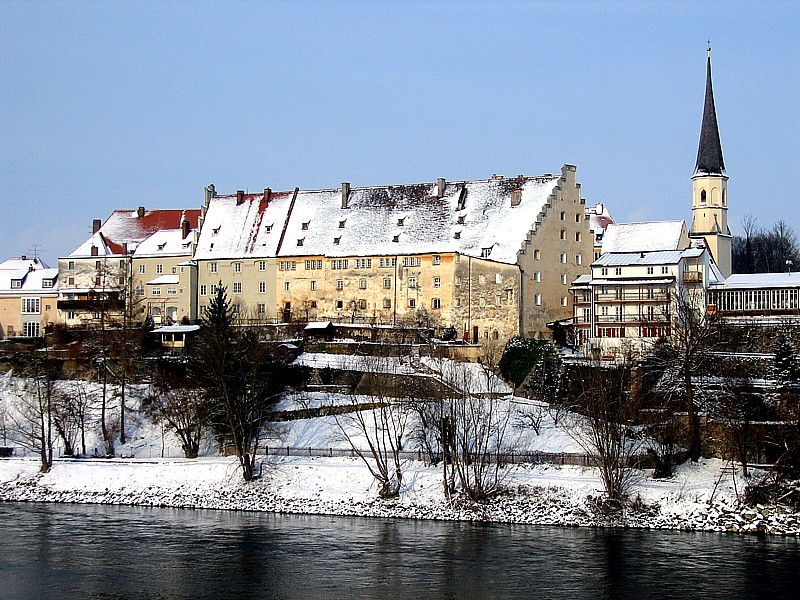
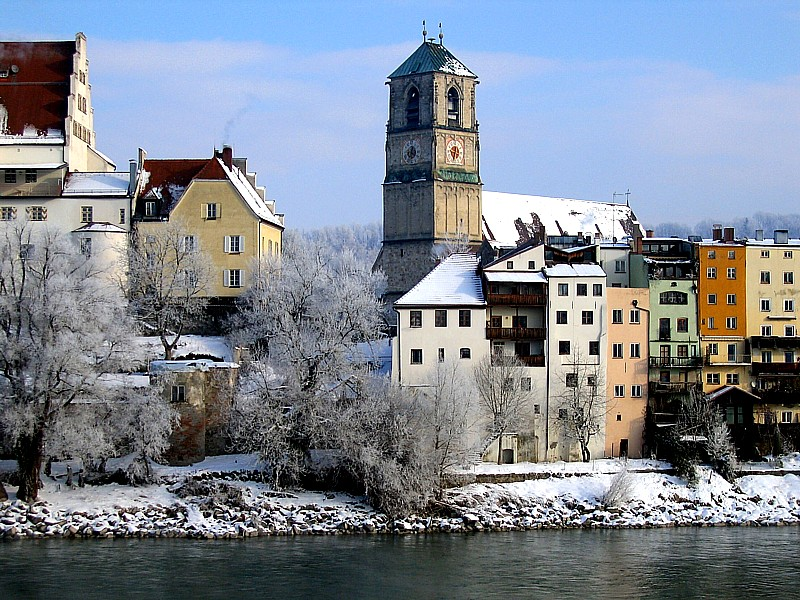
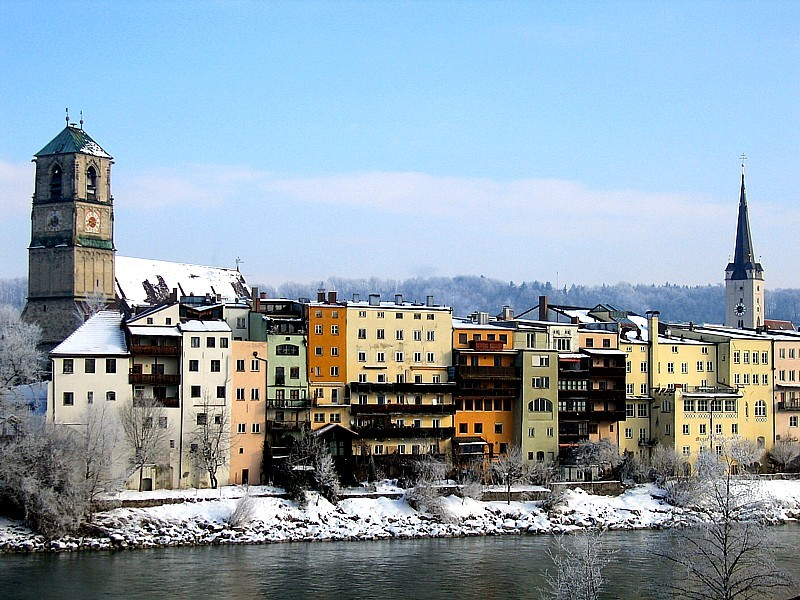
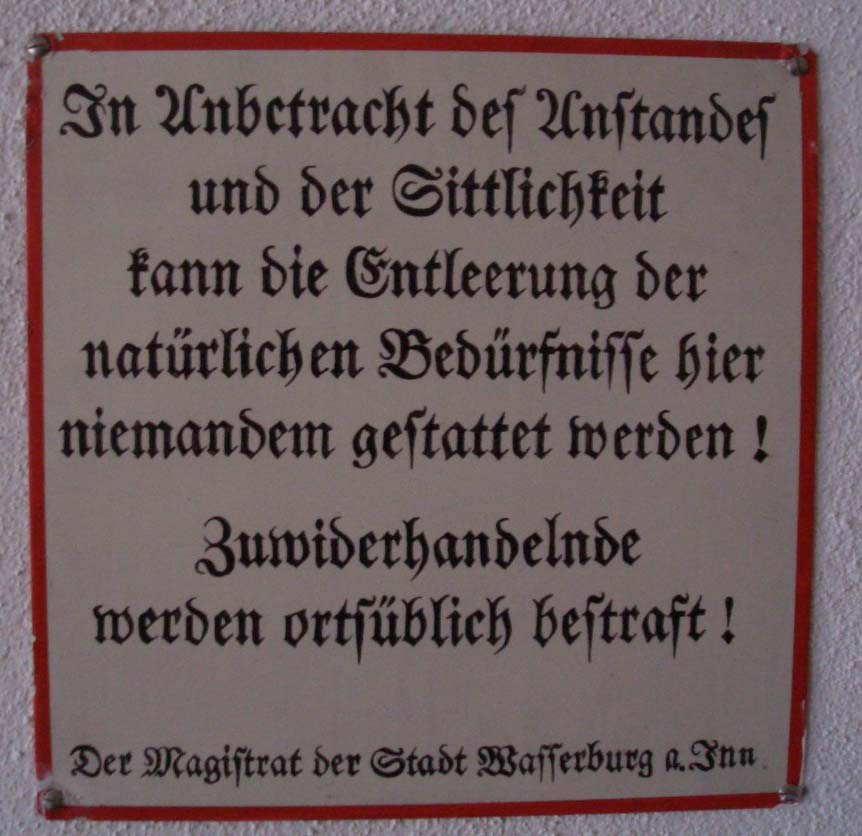
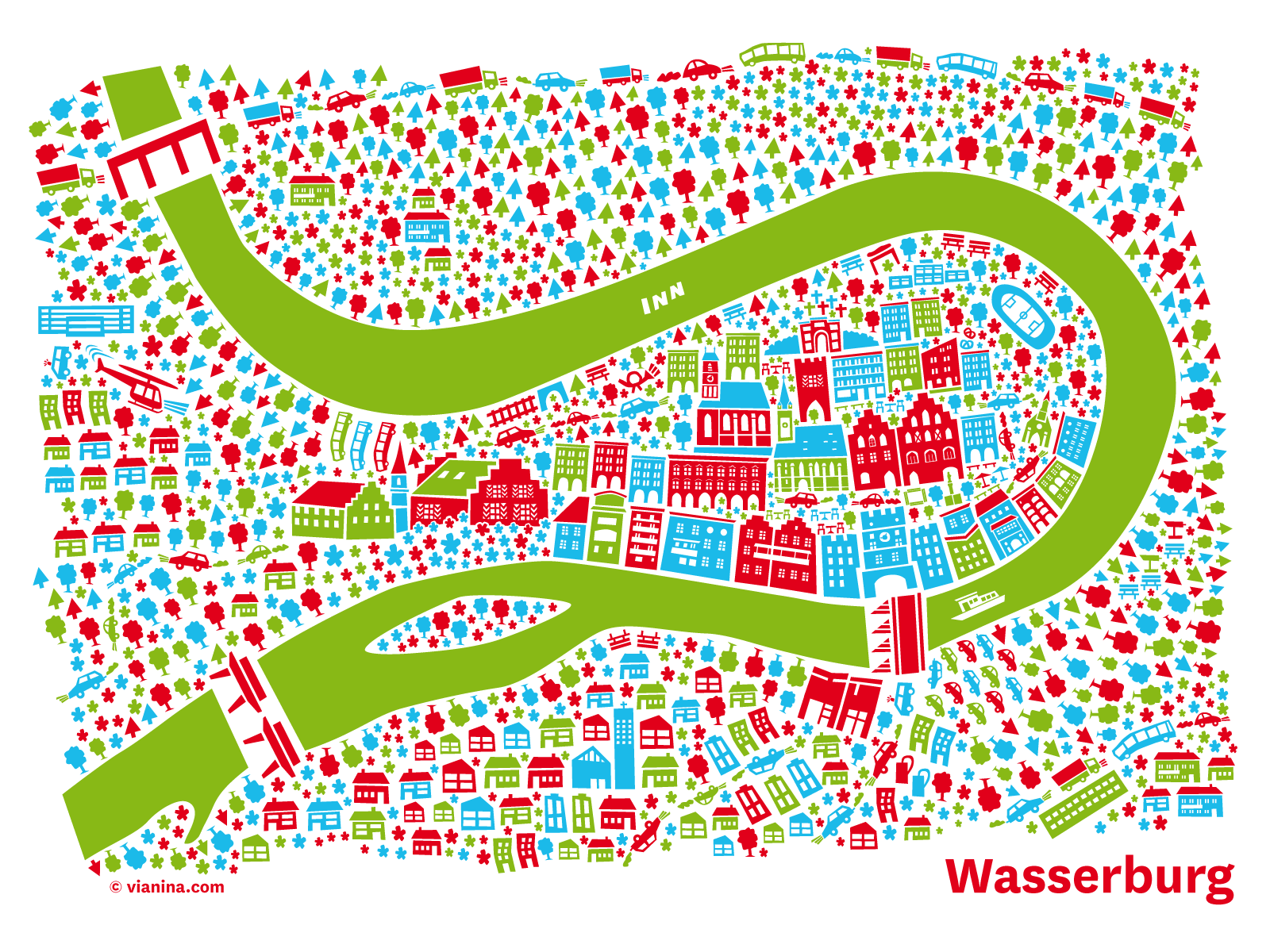